# Бондарь, Пётр Николаевич
Пётр Никола́евич Бо́ндарь (около 1885, Таврическая губерния — после 1918) — эсер, делегат Всероссийского Учредительного собрания.

## Биография
Родился около 1885 года в селе Новая Збурьевка Днепровского уезда Таврической губернии в семье крестьянина Николая Бондаря. После получения образования в местной народной школе, в возрасте 13 лет Пётр вышел на работу в качестве чернорабочего, а затем конторщика.
В 1905—1909 годах вступил в Партию социалистов-революционеров (ПСР) и стал членом её Одесского областного комитета. Вёл партийную работу в Александрийском уезде, где проводил агитацию среди крестьян. Неоднократно арестовывался «за подстрекательство» и в 1908 году был выслан по решению суда в Измаил. В 1909—1917 годах жил в родном селе, где служил в кредитном товариществе.
После Февральской революции, в 1917 году, стал товарищем (заместителем) Днепровского уездного комиссара. Он также был избран председателем уездной земельной управы и уездного Совета крестьянских депутатов. В том же году избрался в члены Учредительного собрания по Таврическому избирательному округу от эсеров и Совета крестьянских депутатов (список № 5). 5 января 1918 года стал участником единственного заседания Собрания, после которого оно было разогнано.
В дальнейшем его следы теряются: роль в Гражданской войне не ясна.